# Municipio Arbieto
Das Municipio Arbieto ist ein Verwaltungsbezirk im Departamento Cochabamba im südamerikanischen Anden-Staat Bolivien.

## Lage
Das Municipio Arbieto ist eines von vier Municipios der Provinz Esteban Arce. Es grenzt im Nordwesten an die Provinz Cercado, im Westen an die Provinz Capinota, im Süden an das Municipio Tarata, im Osten an die Provinz Germán Jordán und im Nordosten an die Provinz Chapare.
Der zentrale Ort des Municipios ist Arbieto mit 5335 Einwohnern im östlichen Teil des Municipios. (2012)

## Geographie
Das Municipio Arbieto liegt im Übergangsbereich zwischen der Anden-Gebirgskette der Cordillera Central und dem bolivianischen Tiefland. Die mittlere Durchschnittstemperatur der Region liegt bei etwa 18 °C (siehe Klimadiagramm Cochabamba) und schwankt nur unwesentlich zwischen 14 °C im Juni/Juli und 20 °C im Oktober/November. Der Jahresniederschlag beträgt nur rund 450 mm, bei einer ausgeprägten Trockenzeit von Mai bis September mit Monatsniederschlägen unter 10 mm und einer Feuchtezeit von Dezember bis Februar mit 90 bis 120 mm Monatsniederschlag.

## Bevölkerung
Die Einwohnerzahl ist zwischen 1992 und 2024 auf das Vierfache angestiegen:
| Jahr | Einwohner | Quelle       |
| ---- | --------- | ------------ |
| 1992 | 7.816     | Volkszählung |
| 2001 | 9.438     | Volkszählung |
| 2012 | 17.352    | Volkszählung |
| 2024 | 30.454    | Volkszählung |

Die Region weist einen hohen Anteil an Quechua-Bevölkerung auf, im Municipio Arbieto sprechen 92,4 Prozent der Bevölkerung Quechua.
Die Bevölkerungsdichte des Municipio bei der Volkszählung 2012 betrug 130,5 Einwohner/km², der Anteil der städtischen Bevölkerung ist 30,7 Prozent. Die Lebenserwartung der Neugeborenen lag im Jahr 2001 bei 62,4 Jahren.
Der Alphabetisierungsgrad bei den über 19-Jährigen beträgt 76,6 Prozent, und zwar 91,1 Prozent bei Männern und 65,0 Prozent bei Frauen (2001).

## Politik
Ergebnis der Regionalwahlen (concejales del municipio) vom 4. April 2010:
| Wahlberechtigte |  | Stimmen | gültig |  | MAS-IPSP | MSM    | UN-CP  |
| --------------- |  | ------- | ------ |  | -------- | ------ | ------ |
| 4.809           |  | 4.006   | 2.801  |  | 1.605    | 865    | 331    |
|                 |  | 83,3 %  | 69,9 % |  | 57,3 %   | 30,9 % | 11,8 % |

Ergebnis der Regionalwahlen (elecciones de autoridades políticas) vom 7. März 2021:
| Wahl- berechtigte |  | Wahl- beteiligung | gültige Stimmen |  | MAS-IPSP | MTS     | SÚMATE | SOMOS  | UNIDOS.CBBA | C-A    |
| ----------------- |  | ----------------- | --------------- |  | -------- | ------- | ------ | ------ | ----------- | ------ |
| 9.602             |  | 8.085             | 7.085           |  | 5.014    | 1.141   | 620    | 95     | 66          | 50     |
|                   |  | 84,20 %           | 87,63 %         |  | 70,77 %  | 16,10 % | 8,75 % | 1,34 % | 0,93 %      | 0,71 % |

## Gliederung
Das Municipio Arbieto untergliederte sich bei der letzten Volkszählung von 2012 in die folgenden drei Kantone (cantones):
- 03-0403-01 Kanton Arpita – 10 Ortschaften – 2.569 Einwohner
- 03-0403-02 Kanton Aranjuez – 3 Ortschaften – 1.065 Einwohner
- 03-0403-03 Kanton Arbieto – 29 Ortschaften – 13.718 Einwohner

## Ortschaften im Municipio Arbieto
- Kanton Arpita
  - Tiataco 1.148 Einw. – Achamoco 172 Einw.

- Kanton Aranjuez
  - Aranjuez 504 Einw.

- Kanton Arbieto
  - Arbieto 5.335 Einw. – Santa Rosa de Lima 1.622 Einw. – Llave Mayu 1.191 Einw. – Mamanaca 775 Einw. – Alto Litoral 540 Einw. – Angostura 475 Einw.